# トミー関口
トミー 関口（本名：関口 与哉 せきぐちともや、1974年12月 - ）は、日本のYouTuber・ミュージシャン。YouTubeチャンネル「ガラスのタマネギTV」で洋楽アーティストのインタビューを関西弁に翻訳・吹替えを行う。この関西弁吹き替え動画をテーマにワークショップを開催。またビートルズのトリビュートバンド「The Anfields」の演奏者として活動。
ブログ「ガラスのタマネギは砕けない」やStand.fmネットラジオなどを通じて音楽や英語学習、映画・読書に関するコラムを執筆している。

## 経歴

### 幼少〜青年期
1974年12月に東京都大田区で生まれ、京都で育つ。本名は関口 与哉。
中学2年生からギターを始め、ジョン・レノンへの憧れから音楽を志すようになる。高校卒業後、渡英しロンドンでの生活で英語を取得し帰国。その後、肺結核が判明し入院。入院中にノートPCに触れ、ネット技術に親しむようになる。

### バンド活動
2000年代初頭、大阪を拠点にビートルズのトリビュートバンド「The Four Beats」でジョン・レノン役を務め、キャバン・クラブ大阪に出演。その後「The Anfields」を結成。大阪・京都などのライブバーで定期的に演奏。
2017年12月7日放送のNHK『クローズアップ現代＋』ジョン・レノン特集にも出演し、『イマジン』を歌唱。

## メディア・プロジェクト
- YouTubeチャンネル「ガラスのタマネギTV」 - 2022年に開設され、洋楽アーティスト（例：ビートルズ、エリック・クラプトン、ジミ・ヘンドリックス等）のインタビュー映像を関西弁で吹き替えるコンテンツがメイン。
- 関西弁吹き替えワークショップ - 東京・大阪で実施。伝説的ロックミュージシャンの名シーンを関西弁で吹き替える参加型イベントで、声優体験ができる。
- ブログ・ネットラジオ「ガラスのタマネギは砕けない」 - 2000年代から運営。ビートルズ関連コンテンツのほか、音楽理論、DTM、映画・読書・英語学習などを扱う。

## 人物・スタイル
- 関西弁による翻訳・吹き替えで洋楽文化を紹介。
- 楽曲解説や翻訳を交えながら英語学習コラムも執筆。
- バンド演奏、動画制作、講師活動、記事執筆と多方面で活動するマルチクリエイター。

## 主な実績
- 「ガラスのタマネギTV」での関西弁吹き替え動画多数。
- 関西弁吹き替えワークショップ（東京・大阪）開催。
- オリジナルアルバム『ガラスのタマネギは砕けない』リリース。（2022年）
- NHK『クローズアップ現代＋』（2017年12月7日）に出演し『イマジン』を歌唱。